# Felix Werder
Felix Werder opr. Felix Bischofswerder (født 24. februar 1922 i Berlin, Tyskland - død 3. maj 2012 i Melbourne, Australien) var en tyskfødt australsk komponist, lærer og kritiker.
Werder flygtede med sin fader til Australien (1940) grundet familiens jødiske baggrund. Han begyndte at studere musik tidligt på egen hånd og med instruktion fra sin fader, der selv var komponist. Werder har skrevet 11 symfonier, orkesterværker, kammermusik, elektronisk musik, korværker, vokalmusik, instrumentalværker, operaer, koncertmusik etc. Han underviste som lærer i musik privat, og var musikkritiker for en avis i Melbourne. Werder var modernist og var optaget af elektronisk musik, og skrev tolvtonemusik, og avantgarde musik, og eksperimenterede med musik i alle musikalske retninger. Han destruerede og tilbagetrak mange af sine tidlige værker. Werder beskrev sin egen kompositions stil som Improvisatorisk Collage stil.

## Udvalgte værker
- Symfoni nr. 1 (1943 rev. 1952) - for orkester
- Symfoni nr. 2 (1959) - for orkester
- Symfoni nr. 3 "Laocoon" (1965) - for orkester
- Symfoni nr. 4 (1970) - for orkester
- Symfoni nr. 5 (1971) - for orkester
- Symfoni nr. 6 (1979) - for orkester
- Symfoni nr. 7 "Dronningspade" (1992) - for orkester
- Symfoni nr. 8 (1999) - for orkester
- Symfoni "Manheim Forbindelsen" (1989) - for orkester
- "Koncert Symfoni" (1999) - for orkester
- "Symfoni Emriss" (2005) - for orkester